# USS Notable (AM-267)
USS Notable (AM-267) — trałowiec typu Admirable służący w United States Navy w czasie II wojny światowej. Służył na Atlantyku, następnie na Pacyfiku.
Stępkę okrętu położono 17 września 1943 w stoczni Gulf Shipbuilding Corp. w Chickasaw (Alabama). Zwodowano go 12 czerwca 1943, matką chrzestną była żona Johna F. Browna. Jednostka weszła do służby 23 grudnia 1943, pierwszym dowódcą został Lt. R. B. Williams USNR.
Brał udział w działaniach II wojny światowej. Przekazany Republice Chińskiej.

## Odznaczenia
"Notable" otrzymał 2 battle star za służbę w czasie II wojny światowej.